# Arktički vuk
Arktički vuk (Canis lupus arctos), poznat i kao beli vuk ili polarni vuk, je podvrsta sivog vuka poreklom iz Kanade sa Kanadskog arktičkog arhipelaga, od ostrva Melvil, Severozapadne teritorije i Nunavut do ostrva Elsmir.
To je podvrsta srednje veličine, koja se razlikuje od sivog vuka po beloj boji, manjim dimenzijama i užoj lobanji.

## Taksonomija
Godine 1935. britanski zoolog Reginald Pocock pripisuje ime podvrste  Canis lupus arctos  (arktički vuk) uzorku iz Melvilskog ostrva u grupi Kanadskog arktičkog arhipelaga. On je napisao da se slični vukovi mogu naći na ostrvu Elsmir. Takođe je pripisao ime  Canis lupus orion  uzorku Grenlandski vuk iz Cape Iork, severozapadni Grenland. Oba vuka su prepoznata kao odvojene podvrste  Canis lupus  u taksonomskom autoritetu  Mammal Species of the Vorld (2005) .
Jedna studija koja koristi autosomalni mikrosatelitni DNK i mitohondrijska DNK (mtDNK) podaci ukazuju da Arktički vuk nema jedinstven [haplotip] koji sugeriše da je njegova kolonizacija Arktičkog arhipelaga sa kontinenta Severne Amerike bilo relativno nedavno, i stoga nedovoljno da garantuje status podvrste.

## Ponašanje
Arktički vuk se relativno ne boji ljudi i može se nagovoriti da pristupi ljudima u nekim oblastima.
Vukovi na ostrvu Elsmir ne boje se ljudi, za koje se smatra da je to zbog toga što malo viđaju ljude, i oni će pristupati ljudima oprezno, znatiželjno i blisko.
Vrlo malo se zna o kretanju arktičkih vukova, uglavnom zbog klime. Jedini period u kojem vuk migrira je tokom zime kada je potpuna tama 24 sata. Zbog toga je kretanje arktičkog vuka teško istraživati. Oko 2,250 km (1,398 mi) južno od Visokog Arktika, studija kretanja vuka se odvijala zimi u potpunom mraku, kada je temperatura bila niska kao −53 °C (−63 °F) . Istraživači su otkrili da je vukovima plen uglavnom mošusno goveče.

## Opstanak i ugroženost
Arktički vuk je najmanje zabrinut kada je u pitanju ugroženost, ali se suočava sa pretnjama ugroženosti. Godine 1997. došlo je do opadanja populacije vukova u Arktiku i njenog plena, mošusnog govečeta ( Ovibos moschatus ) i arktičkog zeca ( Lepus arcticus ). To je bilo zbog štetnih vremenskih uslova tokom četiri godine. Oporavak populacije vuka iz Arktika došao je kada su se letnji vremenski uslovi vratili u normalu.

## Ishrana
U divljini, Arktički vukovi prvenstveno love mošusno goveče i arktičkog zeca. Otkriveno je i da love leminge, irvase, arktičke lisice i ptice.
Ponekad se raspravlja o tome da li je mošusno goveče ili arktički zec primarni plen za sistem predatora-plena vuka. Istraživanja pružaju dokaze da su mošusna govečad zaista njihov primarni plen, jer se čini da je prisutnost i reprodukcija vuka veća kada je veća dostupnost govečeta nego kad je veća dostupnost zečeva.
Više potkrepljujućih dokaza sugeriše da mošusno goveče pruža dugoročnu održivost, a drugi kopitari se ne pojavljuju puno u ishrani vukova.
Dokazi koji upućuju na to da arktički vukovi više zavise od zečeva tvrde da je zrela populacija vuka paralelno sa povećanjem broja zečeva, a ne sa raspoloživošću muskaraca. Studija dalje govori o stepenu zavisnosti između dva izvora hrane je neizvesna i da količina potrošnje između ove dve vrste zavisi od sezone i godine.
Debata se nastavlja kada se raspravlja o sezonskim i dijetalnim aktivnostima mladih vukova. Prema jednim istraživanjima, mladunci mošusnog govečeta služe kao primarni izvor hrane jer su potrebe štenaca veće , drugo istraživanje sugeriše da "kada su zečevi bili mnogo obilniji (Mart, 2000), vukovi su ih obično hranili svojim mladuncima tokom leta".
Ove razlike mogu se pripisati i lokaciji. Polarni medvedi se retko susreću sa vukovima, iako postoje dva zapisa o vukovima koje ubijaju mladunčad polarnog medveda.